# S.K.I.N.
S.K.I.N.（スキン）は、日本のヴィジュアル系ロックバンド。イギリスのハードロックバンドSKINとは特に無関係。

## メンバー
- YOSHIKI - ドラムス・ピアノ
- GACKT - ボーカル・ピアノ
- SUGIZO - ギター・ヴァイオリン
- MIYAVI - ギター・三味線

サポートメンバー
- Ju-ken - ベース

## 略歴
- 2006年8月14日 - YOSHIKIとGACKTがプロジェクトを始動させることを発表[1]。
- 2006年12月28日 - プロジェクトにSUGIZOが加入することを発表[2]。
- 2007年5月25日 - プロジェクトにMIYAVIが加入すること、同プロジェクトのバンド名をS.K.I.N.とすることを発表[3][4]。
- 2007年6月29日 - カリフォルニア州ロングビーチにおいて開催された「ANIME EXPO AX2007」にて最初で最後となる公の場で生演奏を行う。

## 概要
以前より親交のあったYOSHIKIとGACKTが、2002年頃より温めていたプロジェクトを実現した「スーパーバンド」。
2007年6月29日に、カリフォルニア州ロングビーチにおいて開催された「ANIME EXPO AX2007」での初ライブでは、様々なトラブルにより開始が数時間遅れる事態が起ったにも拘らず、15000人収容の会場をほぼ満席にし大成功させている。
これに先立つ6月12日のチケット発売直後には、アクセスが殺到し過ぎたためサーバがダウンし、チケットの予約受付が中止となった。 このライブで「Gei-Sha」、「Killing You Softly」、「Beneath the Skin」、「Violets」の4曲が演奏された。
「ANIME EXPO AX2007」に出演して以降は各々の活動が多忙でスケジュールが全然合わず､ 調整が困難なことに加えてX JAPAN・LUNA SEAの復活という事情も重なってしまったためか､ 表立った活動は行われていない。2010年10月のMIYAVIのインタビューでは、「やってたバンド」と活動が過去形になっている。
当バンドが活動しなくなっても､ MIYAVIの作品にSUGIZOがゲスト参加したりSUGIZOがYOSHIKIの所属するX JAPANに加入するなど、メンバー間の交流は途絶えていない（サポートメンバーでベースを務めるJu-kenは、GACKT Jobの一員としてGACKTのサポートメンバーも務めている）。
2014年以降、X JAPANとしてライブで「Beneath the Skin」を演奏する機会が増え､ ニューアルバムに収録されるとの噂があったものの未だにリリースされていない。
S.K.I.N.の活動再開に関してはGACKTもMIYAVIも「YOSHIKIに聞いてくれ」と答えており､ 一部のファンから活動再開が期待されていたが､ MIYAVIの前述の発言や2022年11月11日にYOSHIKI・SUGIZO・MIYAVIがHYDEと記者会見を開き､ THE LAST ROCKSTARSの結成を発表したことによって当バンドは自然消滅したとみられている。